# Charlotte Casiraghi
Charlotte Casiraghi (Charlotte Marie Pomeline Casiraghi, Monte Carlo, Monaco 1986. augusztus 3.) Caroline monacói és hannoveri hercegnő valamint Stefano Casiraghi olasz iparmágnás második gyermeke. Negyedik a monacói trónöröklési sorrendben. Anyai nagyapja az egykori III. Rainier monacói herceg, nagyanyja Grace hercegnő, ismertebb nevén Grace Kelly, amerikai színésznő. Francia, mexikói, amerikai, ír, skót, olasz, német, monacói, angol, holland és spanyol származású felmenőkkel rendelkezik.

## Család
Charlotte a nagyanyjáról, Grace Kelly-ről elnevezett kórházban, Monacóban született. Három testvére van, Andrea, Pierre és Alexandra hercegnő, aki az anyja harmadik házasságából született és apja, Ernst August hannoveri herceg jogán viselheti - testvéreitől eltérő módon - a hercegi címet. Charlotte apja 4 éves korában, egy motorcsónak-balesetben hunyt el.
5 éves korában apai nagyszüleitől kapott egy hozzávetőleg 8 millió dollárt érő Szardíniához tartozó szigetet.
Húga születése óta családjával egy Párizs környéki elővárosban él. 2007-ben a Sorbonne-on filozófiából diplomázott.
Hobbija a műugrás, úszás, futás illetve jelenleg gyakran látni divatbemutatókon.

## Magánélete
Az első média által bemutatott udvarlója az arisztokrata Hubertus Herring Frankensdorf volt. 2001-ben a monacói Formula–1-es futamon látták őket először együtt. Később is a monacói nagydíjon vagy családi illetve baráti nyaralásokon, teleléseken mutatkoztak együtt. Kapcsolatuk valószínűleg 2004-ig tartott.
2004-től 2006 végéig vagy 2007 elejéig Felix Wincklerrel találkozgatott. Cécile Winkler, Char barátnője, Félix húga mutatta be őket egymásnak. Wincklerék apja Brüsszelben egy nemzetközi ügyvédi irodát irányít.
Pletykák szerint közeli kapcsolatban állt Yadavindra Chopra, indiai spiritisztával. Talán ennek is köszönhető vonzalma a keleti filozófiákhoz.
2011-ben kezdett találkozgatni a nála 15 évvel idősebb francia-marokkói Gad Elmaleh komikussal. A párnak 2013 decemberében született meg közös gyermeke Raphaël. Mivel Charlotte és Gad nem voltak házasok gyermekük nem került fel a monacoi trónöröklési listára sem. A pár végül 2015 júniusában szakított egymással.
2018 nyarán felmerült egy esetleges eljegyzés a francia filmproducer Dimitri Rassam-al. De a pár az esküvőt elhalasztotta miután kiderült, hogy Charlotte gyermeket vár. 2018. október 23-án megszületett a hercegnő második fia Balthazar Rassam. A pár pedig 2019. június 1-én a Monarcoi hercegi palotában kelt egybe. Az egyházi szertartást 2019. június 29-én tartották a franciaországi Saint-Rémy-de-Provence mellett található Sainte-Marie de Pierredon apátságban. A házasságuk 5 év után felbomlott. A beszámolók szerint 2024-ben Nicolas Mathieu francia íróval került kapcsolatba. 

## Fordítás
- Ez a szócikk részben vagy egészben  a   Charlotte Casiraghi című angol Wikipédia-szócikk fordításán alapul.  Az eredeti cikk szerkesztőit annak laptörténete sorolja fel. Ez a jelzés csupán a megfogalmazás eredetét és a szerzői jogokat jelzi, nem szolgál a cikkben szereplő információk forrásmegjelöléseként.